# 柳生宗矩
柳生 宗矩（やぎゅう むねのり、旧字体：柳生 宗矩󠄁）は、江戸時代初期の武将、大名、剣術家。徳川将軍家の兵法指南役。大和柳生藩初代藩主。剣術の面では将軍家御流儀としての柳生新陰流（江戸柳生）の地位を確立した。

## 生涯

### 誕生から徳川家仕官
元亀2年（1571年）大和国柳生庄（現在の奈良市柳生町）に生まれる。父は柳生庄の領主で上泉信綱から新陰流の印可状を伝えられた剣術家でもある柳生宗厳（石舟斎）。母は奥原助豊の娘（於鍋、または春桃御前とも）。兄に厳勝、宗章等がおり、宗矩は兄達と共に父の下で兵法を学んだとされる。
若年時の行動は記録にないが、父の代に先祖代々の所領が没収されたために浪人となり、仕官の口を求めて 豊臣秀吉の小田原征伐で陣借りをしていたとする話が伝わっている。文禄3年（1594年）5月、京都郊外の紫竹村において、父・宗厳が黒田長政の仲介により徳川家康に招かれて無刀取りを披露した際に、父と共に家康に謁見し、父の推挙を受けて200石で家康に仕えることとなる。

### 柳生家再興・将軍家兵法指南役就任から大坂の陣
豊臣秀吉の死後、家康と石田三成達の対立が深まる中、慶長5年（1600年）に家康が上杉景勝討伐のために会津に向けて出陣すると、宗矩もこれに従軍する（会津征伐）。その道中、下野国小山に至って三成ら西軍が挙兵した知らせを受けると、家康の命により柳生庄に戻り、筒井氏や大和の豪族と協力して西軍の後方牽制を行う。同年9月13日、無事工作を終えて家康の元に戻り、続く関ヶ原の本戦では本陣で参加した。戦後これらの功績によって、父の代で失領した大和柳生庄2,000石を取り戻すことに成功する。翌慶長6年（1601年）には後の2代将軍・徳川秀忠の兵法（剣術）指南役となり、同年9月11日に1,000石加増、合わせて3,000石の大身旗本となった
慶長20年（1615年）の大坂の陣では将軍・秀忠のもとで従軍して徳川軍の案内役を務め、秀忠の元に迫った豊臣方の武者7人（人数に異同あり）を瞬く間に倒したという。
なお、宗矩が人を斬ったと記録されているのは後にも先にもこの時だけである。

### 坂崎事件

柳生家の替紋「柳生笠」

大坂の陣の翌年、元和2年（1616年）には友人でもあった坂崎直盛の反乱未遂事件の交渉と処理に活躍し、坂崎家の武器一式と伏見の屋敷を与えられた。なお直盛の自害のみで事を治めると約束した幕府は、その後、坂崎家を取り潰している。その約束で直盛の説得を行った宗矩は結果的に直盛を陥れたことになるが、宗矩はそれを終生忘れぬためなのか、元々の柳生家の家紋「地楡（）に雀」に加え、副紋として坂崎家の二蓋笠（）を加えて使い続けている。これが後に「柳生二蓋笠」と呼ばれる紋となった。またこの際、坂崎の嫡子・平四郎を引き取って200石を与えて大和に住まわせ、2人の家臣を引き取り、その内1人には200石を与えている。

### 家光の下での躍進から大名へ

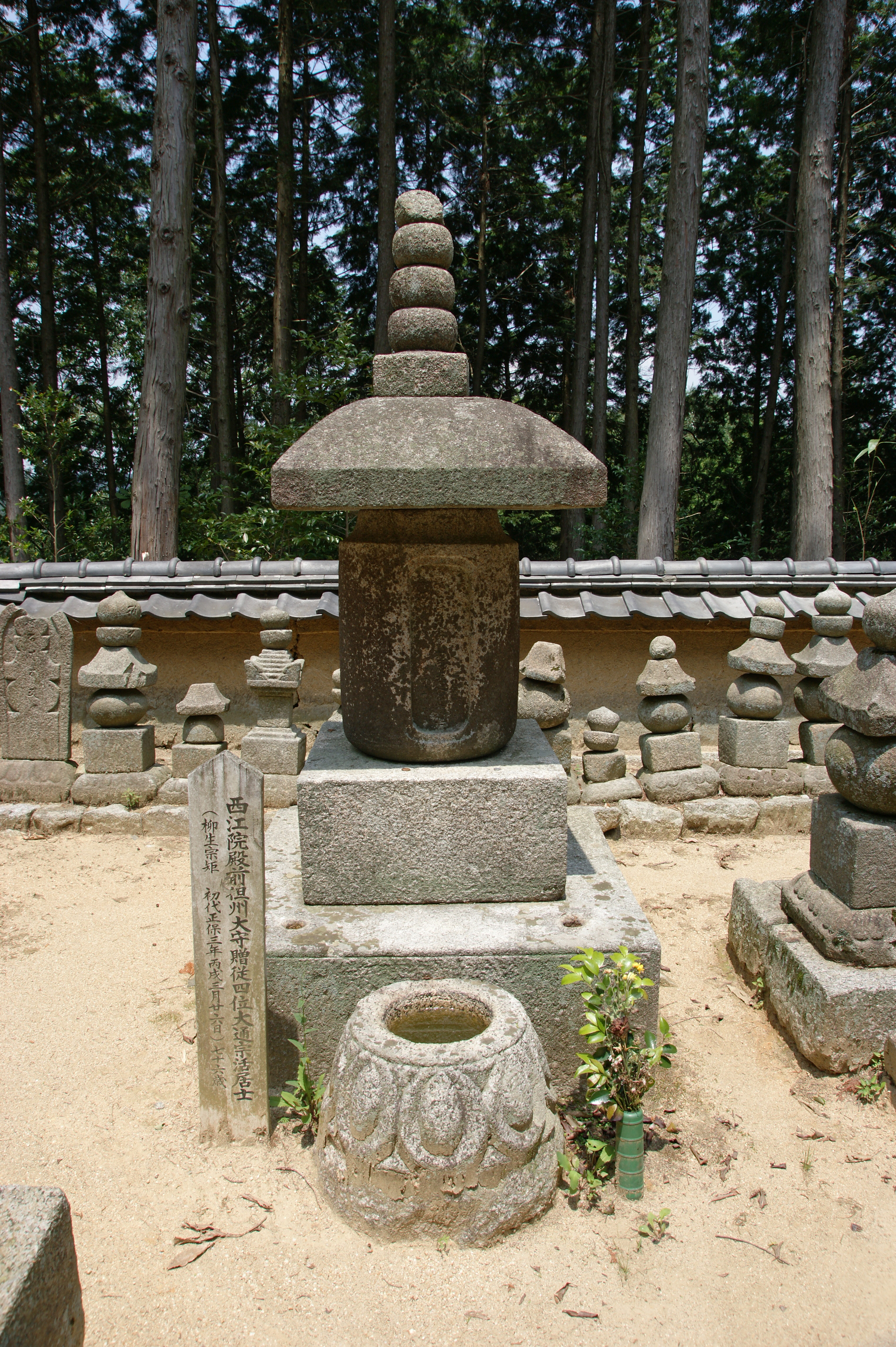
芳徳禅寺境内、柳生一族の墓所にある宗矩の墓

元和7年（1621年）3月21日、後の3代将軍となる徳川家光の兵法指南役となり、新陰流を伝授する。その後、将軍に就任した家光からの信任を深めて加増を受け、寛永6年（1629年）3月に従五位下に叙位、但馬守に任官する。さらに寛永9年（1632年）10月3日には、3,000石を加増された後、同年12月27日、初代の幕府惣目付（大目付）となり、老中・諸大名の監察を任とした。その後も功績をあげ、寛永13年（1636年）8月14日の4,000石加増で計1万石を受けて遂に大名に列し、大和国柳生藩を立藩。さらに晩年に至って寛永17年（1640年）9月13日、500石の加増。続いて前年に亡くなった次男・友矩の遺領分2,000石の加増もあり、所領は1万2,500石に達した。一介の剣士の身から大名にまで立身したのは、剣豪に分類される人物の中では、日本の歴史上、彼ただ一人である。また、友人の沢庵宗彭を家光に推挙したのも、このころのことである。

### 晩年
晩年は故郷である柳生庄に戻ることもあり、その際、柳生陣屋に家臣や近隣の住人らを招き、申楽・闘鶏に興じるなどしていたという。正保3年（1646年）江戸麻布日が窪にある自邸で病む。同年3月20日、病が重い事を聞いた家光が見舞いに訪れ、病床の宗矩に新陰の奥義を尋ね、望みがあれば申し出るよう命じた。3月26日、死没。享年76。
遺言によって武州端芝で火葬の上、豊島郡下練馬の圓満山廣徳寺に葬られた。その他、友人の沢庵宗彭を招いて開いた奈良市柳生下町の神護山芳徳禅寺にも墓所があり、京都府南山城村田山の華将寺跡に墓碑がある。また、鍋島元茂・鍋島直能により、現在の佐賀県小城市にある岡山神社内の玉成社に祀られてもいる。同年4月、その死を惜しんだ家光の推挙により従四位下を贈位された。1万石の身で従四位下の贈位は異例であり、それだけ家光からの信頼が厚かったことを示すものと言える。
子には隻眼の剣士として知られる長男の三厳（十兵衛）、家光の寵愛を受けたが父に先立って早世した友矩、父の死後まもなく没した三厳に代わって将軍家師範役を継いだ宗冬、菩提寺芳徳寺の第一世住持となった列堂義仙の4男と他2女がいる。

## 評価
- 剣士としては、江戸初期の代表的剣士の一人として知られる。将軍家兵法指南役として、当時の武芸者の中で最高の地位に位置し、「古今無双の達人[11]」「刀術者之鳳(おおとり)[12]」「父（石舟斎）にも勝れる上手[13]」「剣術古今独歩[14]」「剣術無双[15]」など様々に賞賛されている。また、新井白石や勝海舟なども自著にて賞賛している。
- 一剣士としてだけに留まらず、「活人剣」「大なる兵法」「無刀」「剣禅一致」などの概念を包括した新しい兵法思想を確立し、後世の武術・武道に大きな影響を与えた。その功績を讃え、平成15年（2003年）には宮本武蔵と並んで全日本剣道連盟の剣道殿堂（別格顕彰）に列せられている。この宗矩の思想をまとめた『兵法家伝書』は、『五輪書』と共に近世武道書の二大巨峰と評され、『葉隠』や新渡戸稲造著『武士道』など武道以外の分野の書物にも影響を与えている。
- 流派当主としては、新陰流（柳生新陰流）[注釈 8]を将軍家御流儀として確立し、当時最大の流派に育て上げた。これにより、当時多くの大名家が宗矩の門弟を指南役として召抱え、柳生新陰流は「天下一の柳生」と呼ばれるほどの隆盛を誇った[注釈 9]。
- 幕臣としては有能な官吏・為政者として辣腕を振るい、多くの大名家に恐れられ、また頼られた。伊達氏（伊達政宗）、鍋島氏（鍋島勝茂、鍋島元茂）、細川氏（細川忠興、細川忠利）、毛利氏（毛利秀就）などと親交があった。幕府初代惣目付として勤めていた際、細川忠興はその手紙で「（老中たちですら）大横目におじおそれ候」と記している。また惣目付としての働きの他、寛永11年（1634年）の家光上洛に際しては、事前の宿場検分役や帰りの道中修造奉行、寛永13年（1636年）の江戸城普請の際の普請奉行などもこなしている。
- 将軍・家光には若いころからの指南役として深い信頼を寄せられ、松平信綱、春日局と共に将軍を支える「鼎の脚」の一人として数えられた。肩書きは兵法指南役であったが剣を通じて禅や政治を説いたことで「家光の人間的成長を促した教育者」としても評価された。家光が長じた後も、沢庵と共に私的な相談を度々受けて、最後まで信頼され続け、見舞いの床においても兵法諮問に答えている[16]。また、家光も生涯、宗矩以外の兵法指南役を持たなかった[注釈 11]。
- 父親としては、子息4人のうち、長男・三厳（十兵衛）はその不行状から家光の不興を買い謹慎、三男・宗冬は成人まで剣の修行を厭うなど、子の教育について沢庵より忠告を受けている。「政治家・宗矩」と「剣士・十兵衛」の不仲・対立を描いた創作物がある一方で、三厳は著書で「祖父・石舟斎は流祖・信綱より新陰流を受け継ぎ信綱にまさり、父・宗矩は祖父の後を継いで祖父にまさる」としてその出藍の誉れをたたえている[17]。

## 思想
宗矩の思想(兵法思想)は、その代表的著作である「兵法家伝書」にて詳しく述べられている。
実戦でどのようにあるべきかという兵法本来の思想だけでなく、兵法は如何にあるべきかという社会的な面からの思想も述べられているのが特徴である。
社会的な面での思想
兵法(剣術)の理想として「活人剣」を提唱した。
これは「本来忌むべき存在である武力も、一人の悪人を殺すために用いることで、万人を救い『活かす』ための手段となる」というもので、戦乱の時代が終わりを迎えた際、「太平の世における剣術」の存在意義を新たに定義したものである。また、沢庵の教示による「剣禅一致（剣禅一如）」等の概念を取り込み、「修身」の手段としての剣術も提唱したことで、それまで戦場での一技法に過ぎなかった武術としての剣術を、人間としての高みを目指す武道に昇華させる端緒となった。これらは大きく広まり、剣術のみならず、柔術や槍術など、江戸時代の武道各派に影響を与え、その理念は現代の剣道にも受け継がれた
実戦的な面での思想
直接的な技法だけではなく、「心法」にも注目し、この重要性を説いた
ここでいう心法は観念的なものではなく、現代で言うメンタルトレーニング的な面が強く、相手の動きや心理の洞察、それを踏まえた様々な駆け引き、またいかなる状況においても自身の実力を完全に発揮し得る心理状態への到達・維持など、実戦における心理的な要素を極めることで、より高みに達することを目指したものであった。（その心の鍛錬のための手段として、禅の修行が有効であるとしている）これについて、技法を軽んじ、心法に偏重したと批判する意見もあるが、宗矩自身は『兵法家伝書』において、あくまで技法を完全に修めた上で、これを自在に扱うために必要なものとして心法を説いている。

## 宗矩の言葉
兵法家伝書
- 「一人の悪に依りて万人苦しむ事あり。しかるに、一人の悪をころして万人をいかす。是等誠に、人をころす刀は、人を生かすつるぎなるべきにや」
- 「刀二つにてつかふ兵法は、負くるも一人、勝つも一人のみ也。是はいとちいさき兵法也。勝負ともに、其得失僅か也。一人勝ちて天下かち、一人負けて天下まく、是大なる兵法也」
- 「治まれる時乱を忘れざる、是兵法也」
- 「兵法は人をきるとばかりおもふは、ひがごと也。人をきるにはあらず、悪をころす也」
- 「平常心をもって一切のことをなす人、是を名人と云ふ也」
- 「無刀とて、必ずしも人の刀をとらずしてかなはぬと云ふ儀にあらず。又刀を取りて見せて、是を名誉にせんにてもなし。わが刀なき時、人にきられじとの無刀也」
- 「人をころす刀、却而人をいかすつるぎ也とは、夫れ乱れたる世には、故なき者多く死する也。乱れたる世を治める為に、殺人刀を用ゐて、巳に治まる時は、殺人刀即ち活人剣ならずや」

葉隠
- 「人に勝つ道は知らず、我に勝つ道を知りたり」

出典不明
- 「刀剣短くば一歩を進めて長くすべし」
- 「小才は縁に逢って縁に気づかず、中才は縁に逢って縁を活かさず、大才は袖触れ合う他生の縁もこれを活かす」

## 宗矩の門下
将軍家指南役にして、柳生新陰流（江戸柳生）の当主であった宗矩には多数の弟子がいた。それらの弟子達には、大名家へ指南役として仕えた者や、後に一流の流祖となった者も多かった。また、将軍家である秀忠、家光をはじめ、当主自ら入門している家も存在した。
当主自身が門下に入門している家、及び当主
- 徳川将軍家　：徳川秀忠、徳川家光
- 紀州藩紀州家：徳川頼宣
- 熊本藩細川家：細川忠利、細川光尚
- 佐賀藩鍋島家：鍋島勝茂、鍋島元茂、鍋島直能、鍋島直朝
- 福岡藩黒田家：黒田長政
- 三池藩立花家：高橋直次…新陰治源流流祖
- 薩摩藩島津家：島津光久[19]
- 松本藩堀田家：堀田正盛
- 朽木藩朽木家：朽木稙綱
- 関宿藩久世家：久世広之[注釈 17]

大名家に仕えた門弟
御三家・一門・親藩
- 紀州藩 紀州徳川家：木村助九郎、小夫浅右衛門、村田与三
- 水戸藩 水戸徳川家：小滝与右衛門…鏡見流流祖
- 高田藩 越後松平家：荘田嘉左衛門…荘田心流流祖
- 福井藩 越前松平家：出淵平兵衛
- 会津藩 保科家：小瀬源内
- 伊予松山藩 久松家：松下源太夫、松下八郎右衛門、松下小源太

譜代
- 下総古河藩 土井家：萩原猶左衛門
- 上野厩橋藩 酒井家：辻茂右衛門
- 大和高取藩 植村家：西江織部
- 山城淀藩石川家：野殿貞右衛門
- 岸和田藩岡部家：多羅尾又兵衛

外様
- 熊本藩細川家：雲林院弥四郎、梅原九兵衛、田中甚兵衛
- 津藩藤堂家：柳生源太夫、津田武太夫、戸波又兵衛
- 柳川藩立花家　：戸塚治太夫
- 萩藩毛利家：馬木家六
- 仙台藩伊達家：狭川新三郎…狭川新陰流流祖
- 徳島藩蜂須賀家：佐々木藤左衛門
- 加賀藩前田家：笠間九兵衛
- 久留米藩有馬家：山形八郎右衛門
- 土佐藩山内家：小栗仁右衛門…小栗流流祖

その他の門弟
- 柳生内蔵助
- 汀佐五右衛門
- 時沢弥平…天心流流祖
- 久米平内兵衛長守
- 岡本仁兵衛…当流神影流流祖
- 竹永直人…柳生心眼流流祖
- 平井八郎兵衛…鹿島神道流流祖
- 茨木俊房…起倒流流祖[注釈 20]。石舟斎や三厳の門弟という説もあるが、宗矩から俊房に与えられた新陰流目録や、宗矩の署名がある起倒流目録が現存する
- 福野正勝…良移心当流流祖。また茨木俊房と共に起倒流を起こしたとされる。
- 武藤安信(理兵衛)…宗矩の女婿
- 石川政春(蔵人)…真之真石川流流祖
- 松平信定 (大河内松平家)…松平信綱の四男。宗矩晩年の弟子で、後に「新陰流兵法目録事」を著す。

門弟とする説もある人物
- 荒木又右衛門…鍵屋の辻の決闘で知られる人物。ただし、史実を踏まえると直接の門弟である可能性は低い[注釈 21]。
- 酒井忠勝
- 松平定綱
- 渡辺幸庵(茂)…偽証の可能性あり[注釈 22]

## 逸話
武芸者/為政者の両方に於いて高名を為したため、宗矩の逸話には、史実上のものと、真偽が不明なものがそれぞれ多数存在する。

### 史実上の逸話
家光との逸話
- 島原の乱の際、大将として遣わされた板倉重昌の敗死を予見し、派遣を撤回するよう家光に諌言した（『徳川実紀』『藩翰譜』）。またその際、落城までの流れを正確に予見したため、家光はじめ周囲は驚いたという[20]。
- 元和8年（1622年）、新陰流を全て相伝してほしいと家光に強く要求されたため、伝書二巻を与えたが、伝書の末尾に「技法はこれで全てですが印可は別物です」という旨を記して、家光を諌めたという。(『玉成集』『新陰流兵法円太刀目録外物』)
- 寛永15年（1638年）、家光に兵法の事でかなり強い意見をした後、臍を曲げて1ヶ月ほど自宅に引き篭もったことがある。その際、沢庵が話を聞いたところ、「自分はなんとも思っておらず、全ては上様次第である。やましいことなど何もない、まっすぐなものだ」と答え、大笑いしたという。結局、その後、家光が宗矩の機嫌を取ったことで再び仲の良い状態に戻ったという[20]。
- 寛永19年（1642年）、宗矩が湯治に出ていた間、沢庵和尚が家光の御前に出る度に、宗矩の話が出ないことはなく、ある時は「宗矩から和尚に手紙はないか」と十度も尋ねたという[20]。
- 亡くなる前、見舞いに来た家光が「何か望みはないか」と尋ねた時、「息子達（三厳、宗冬）をどのようにされるかは御心次第で構いません。ただ、柳生庄に寺を建て、父宗厳を弔うため、末子六丸(義仙)を住職にさせて頂きたくお願い致します」と答え、自分の死後、所領1万2,500石と家財全てを将軍家に返上した。これを受けて家光は宗矩の遺志通りに差配し、所領と家財を三厳・宗冬・列堂に分配している[9]。
- 宗矩の死後、家光は「天下統御の道は宗矩に学びたり」と常々語ったという（『徳川実紀』）。
- 家光は宗矩の死後何かあると「宗矩生きて世に在らば、此の事をば尋ね問ふべきものを」と言ったという（『藩翰譜』）。

沢庵との逸話
- 紫衣事件により、沢庵宗彭が罪に問われた際、天海や堀直寄と共にその赦免の為に奔走している。これに対し、沢庵は後に手紙にて「大徳寺難儀に及び申し候時は、柳生殿と堀丹州両人の外に、さまで笑止とも申す人はこれ無し候。我身を大事に皆々存じて、其の時分はのがれぬ人達も、よそに見ており申し候」と記している[20]。
- 家光に「何故自分の剣の腕が上がらないのか」と問われた際、「これ以上は剣術だけではなく、禅による心の鍛錬が必要です」。と答え、その禅の師として配流中の沢庵を推挙し、後に家光が沢庵に帰依するきっかけを作った（『徳川実紀』正保3年5月28日条）[注釈 23]。
- 寛永12年（1635年）、家光の命によって沢庵が江戸に上府することになった際[注釈 24]、麻布の柳生家下屋敷（現在の目黒雅叙園の辺り）の長屋の一室を所望されたので、これを供した。沢庵はこの長屋の一室を「検束庵」と呼び、後に東海寺の住職となるまで、家光から屋敷を与えると言われても断り、ここに住み続けた(『東海和尚紀年録』)
- 東海寺造営の際、家光に頼まれて宗矩が沢庵を説得したことで、沢庵は東海寺住持となる事を決めたという[20]。

大名衆との逸話
- 島原の乱の鎮圧後、抜け駆けを咎められた鍋島家のために家光へ赦免嘆願を取り成し、減刑に成功したという（『元茂公御年譜』）。
- 亡くなる際、鍋島元茂に与える伝書（『兵法家伝書』）への花押を最後の力で印した。この時、宗矩は半ば意識が朦朧とし、元茂の家臣・村上伝右衛門の力を借りて印したため、花押は大きく乱れたという（乱れ花押）。なお、この村上伝右衛門は、葉隠の口述者・山本常朝の伯父である[21]。
- 正保2年（1646年）、鍋島直能が宗矩との兵法修行の際、国許の狩りで、向かってくる猪にわざと股の下をくぐらせ、後ろざまに抜き打ちで切り捨てた話をしたところ、「まだまだ修行が足りません。猪が股をくぐる前に仕留めなければ危ないでしょう」と諌めた。直能はこれに深く感じ入ったという[22]。
- 細川忠利の病が重くなった際、江戸にいた嫡子・細川光尚の帰国のため、老中・酒井忠勝と共に様々に取り計らったという[23]。
- 伊達政宗とは、かなり早くから交際があったという。慶長13年（1608年）、まだ3,000石の身であった宗矩の屋敷に政宗が遊びに来た際、振舞われた酒の美味さに惚れ込み、この酒を作れる杜氏を自家に欲しいと申し出たので、宗矩は大和榧森の又五郎を紹介したという逸話がある。なお、その後、又五郎は伊達家の「御城内定詰御酒御用」として召し抱えられ、切米十両と十人扶持、また「榧森」姓を与えられ、子孫代々御用酒を供し、仙台の酒造りに大いに貢献したという[24]。
- 寛永4年（1627年）11月、宗矩は胃潰瘍で倒れており、寛永6年（1629年）2月ごろになって、ようやく快復したという（宗矩から細川忠利宛の手紙）。この時、宗矩のために、伊達政宗が老中・酒井忠世に「宗矩は今後も役立つ者であるから暇を与え、湯治にでも行かせてやってはいかがか」と促している[25]。
- 寛永11年（1634年）、家光上洛時の朱印状発行の際、本家からの独立を狙った毛利秀元、毛利就隆の動きに対し、毛利秀就からの頼みに応じて、これを防いだという[26]。
- 大坂の陣の後、詮議を担当した元毛利家家臣・内藤元盛(佐野道可)、及びその子息が主家の命によって自刃した一件（佐野道可事件）を嘆き、縁者に宛てて書状を送ったという。[要出典]

その他の逸話
- 甥（長兄・厳勝の次男）の兵庫助（柳生利厳）が家祖となる「尾張柳生家」とは、利厳の妹を外国人（柳生主馬）に嫁がせた件をきっかけに、不和になったという[9]。
- 能や踊りを好み、自らもよく能を舞っている。秘曲とされる関寺小町を舞ったり、時には立ちくらみを起こすまで舞ったことがあったという[20]。また、能役者とも交流があり、立ち合い能の人選をおこなったこともあった[27]。ただし、好きが過ぎて大名家に押しかけて舞ったりすることもあったといい、沢庵より忠告を受けている（『不動智神妙録』）。
- 沢庵より挨拶の良い大名を取り成ししているという噂があるので注意せよと忠告を受けている[注釈 25]。
- かなりの喫煙者であり、沢庵より「かく(胸の病)」になるので煙草を吸うのはやめるよう忠告を受けている[20]。

### 真偽が定かではない逸話
家光との逸話
- 家光が宗矩の不意をついて一撃を加えようとした時、これに気づき、「上様の御稽古である。皆、見るでない」と大喝し、家光の悪戯を防いだという[要出典]。
- 家光が宗矩が平伏しているところに「但馬、参る」と一撃を加えようとした時、敷物を引っ張って防いだという[28]。
- 家光から大和高取藩5万石への加増転封を問われた際、これを断り、友人の植村家政を推挙した。その際、代わりとして「山姥の槍」を所望した[注釈 26][9]。
- 家光に「檻に入って中の虎を撫でよ」と命じられた際、扇子のみを携えて檻に入り、気迫で虎の動きを封じて撫で、無事に檻を出たという(『東海和尚紀年禄』)
- 家光が辻斬りをしていると聞き、変装して先回りし、斬りかかってきた家光の剣を無刀取りで止め、これを諌めたという[要出典]。

沢庵との逸話
- 沢庵和尚の流罪について、宝蔵院流の名人と呼ばれた中村市右衛門尚政と試合して勝てば赦免する条件で仕合し、これに勝ったので、和尚の赦免が成ったという話がある(水上勉『沢庵』)
- 喫煙を沢庵に咎められた際、「では煙を遠ざければよろしかろう」と言い、部屋の外まで出る特製の長いキセルを作って煙草を吸い、「これで煙を遠ざけ申した」と答えたという[29]。
- 愛宕山の石段を馬で登ろうとして失敗したが、沢庵に啓示を受け、以来、石段であっても平地の如くに馬を操れるようになったという(『沢庵珍話集』)

一族との逸話

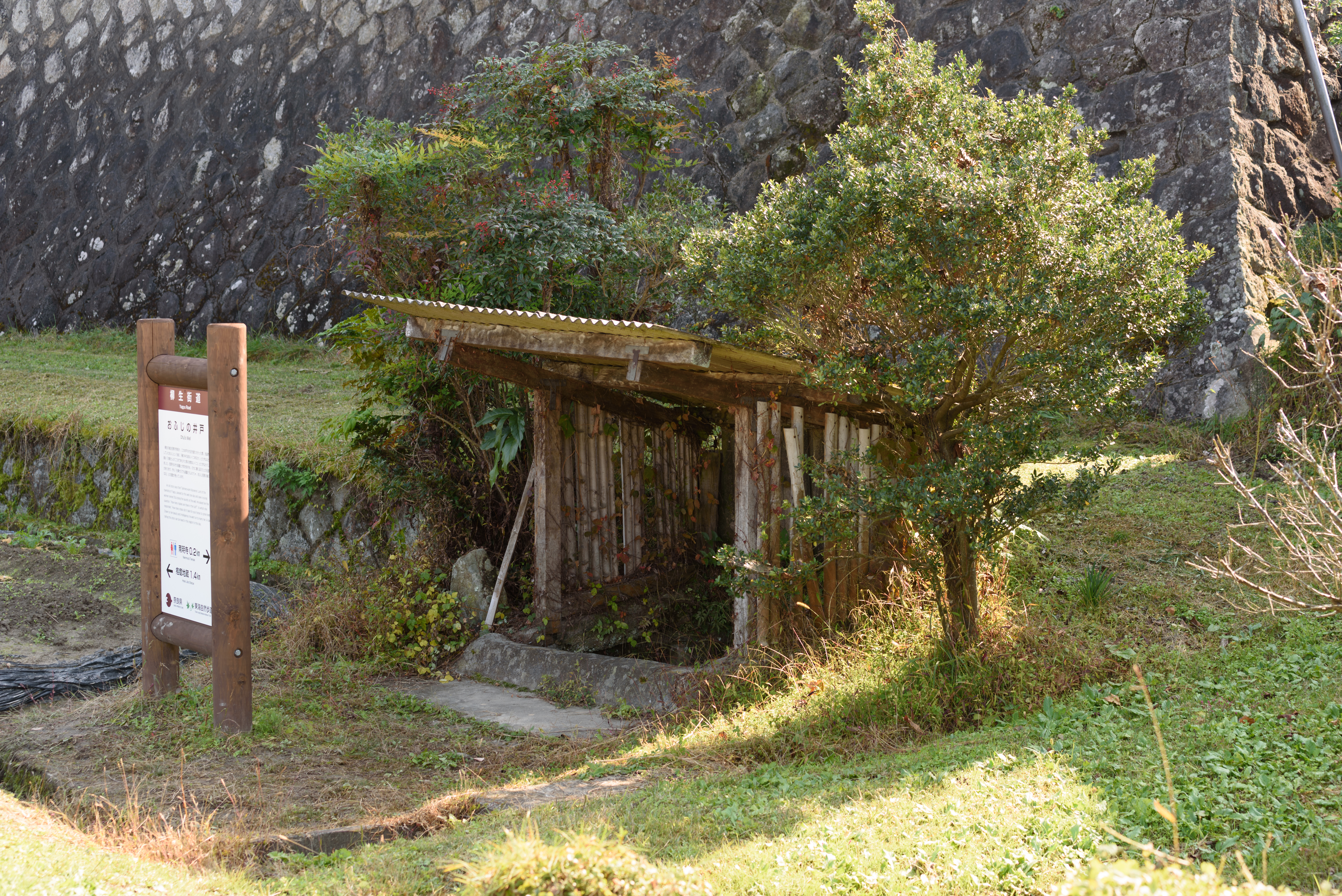
お藤の井戸（奈良市阪原町）

- 嫡子・三厳（十兵衛）が隻眼になったのは、宗矩が月影の太刀伝授中に誤って傷つけたためとも（『正伝新陰流』）、鍛錬の為、飛ばした礫が誤って目に当たったためとも（『柳荒美談』）いわれている。ただし三厳のものと伝わる肖像画のは両目が描かれており、自著を含む三厳生前の記録にも隻眼であったことを示すものはない。
- 『柳生藩旧記』に、次男・友矩が家光の寵愛を受けて自分を超えて出世するのが気に入らなかったという記述がある。また家光から友矩を大名に取り立てるという話が出た際にはこれを固辞し、ほどなく友矩が職を辞して柳生庄に戻り、病死した際、その遺品から「3万石(または4万石)を与える」という家光から友矩へのお墨付きを発見し、ひそかに家光に返上したという[9]。
- 三男・宗冬と仕合した際、「太刀が長ければ勝てるのに」などと言った不覚悟を咎め、戒めのため、気絶するほどの一撃を与えたことがあるという[30]。
- 柳生庄に戻った際、洗濯をしている娘に「その桶の中の波はいくつある」と戯れに尋ねたところ、「ではその馬の蹄の跡はいくつありますか？」と即答したため、これを気に入り、側室として迎えたという。この娘が後に列堂義仙の母となったお藤とされる。なお、このことを歌った俗謡に「仕事せえでも器量さえよけりゃ、おふじ但馬の嫁になる」というものがある(柳生観光協会『柳生の里』)。

武芸者としての逸話
- 宗矩が江戸城で敷居を枕にして寝ていた際、若い武士達がこれを驚かそうと障子を閉めたが、宗矩があらかじめ敷居の溝に扇を置いていたので、障子は閉まらなかったという[28]。
- 能の名人観世大夫の隙を見抜き、これに感づいた名人に感嘆の声を上げさせた。これを聞いた家光は「名人は名人を知るとはこのことか」と讃えた（『甲子夜話』）。
- 乗馬の達人諏訪部文九郎と馬上試合を行い、先に馬を叩くことで相手の動きを止めて勝利した。家光はこれを「まさに名人の所作である」と讃えた[30]。
- 『葉隠』内の逸話に、常住死身の境地に達した者を一目で見抜き、即日印可を授けたというものがある（『葉隠』）。
- 年老いた後にも、背後の小姓の殺気を察知するなど、老いてもなお衰えなかったという[13]。
- 飼っていた猿が見よう見まねで剣を使えるようになり、ある時、これを牢人と立ち合わせたという話がある[31][13]。
- ある日、宮本武蔵に仕合を挑まれた際、「そなたの剣の境地は？」と問うたところ、「電光石火の如く」と武蔵の返事に「まだまだ修行不足」と挑戦を退けた。そこで逆に武蔵に問い返された時、自分の境地を「春風の如く」と返したという(『鵜之真似』)。
- 塚原卜伝に天下一を巡って仕合を挑まれた際、「そなたは確かに強いが、今、わしを倒しても、家臣たちがそなたを逃がさぬであろう。それに気づかず挑むところが、そなたの未熟である」と諭したという話がある。ただし、卜伝は宗矩の生年である元亀2年（1571年）に死去しているため、この話は明らかな創作である(『撃剣叢談』)
- 大阪の陣で振るった刀は「大天狗正家」（最上大業物十四工の一人、三原正家の作とされる。父・宗厳から受け継いだもので、宗厳はこの刀で天狗と立ち合い、後に一刀石と呼ばれる巨岩を切ったともいう）という説がある。ただし、宗矩の佩刀については柳生家の記録にも明確な記載はなく、三原正家の公式サイトでも具体的な史料は示されていない[32]ことから、おそらく後世の創作と思われる。[注釈 27]

その他の逸話
- 父・宗厳が筒井氏に仕えていた縁で、石田三成の腹心である島清興(左近)とも交流があったという。そのため、関ヶ原の前には家康に命ぜられ、偵察も兼ねて挨拶に出向いたという。(『常山紀談』)
- 関ヶ原の後、石田三成の庶子を1年匿ったという(白川亨『石田三成の子孫』)
- 寛永御前試合にて審判を務めたという(『陸軍歴史』)

### 他流派の伝承上における宗矩の逸話
宗矩の逸話のうち、真偽が不明なものの中には、他流派の伝承が出典となっているものも存在する。これらの逸話の中には、史実と相反するものが多く、注意が必要である。
二天一流（宮本武蔵）
- 宮本武蔵の逸話の中には、武蔵が将軍家指南役として招かれそうになったところを宗矩が妨害した、というものがある。この逸話は武蔵の死後、100年以上後に書かれた武蔵の伝記『ニ天記』が初出である[注釈 28]。
- また、武蔵を宗矩の師匠とし、無刀取りを試そうとした宗矩を「師にむかひて、表裏別心ありや」と叱り付け、謝らせたという話がある[注釈 29]。なお、同時代の史料の中に、武蔵が宗矩の面識を得ていたことを示す記述は確認できない。

小野派一刀流（小野忠明(小野次郎右衛門),小野忠常）
- 一刀流の逸話の中には、秀忠の指南役として宗矩と相役であった一刀流二世・小野忠明が、宗矩に勝った事で、指南役としての地位を手に入れたという逸話がある。一方、史実において忠明は宗矩より先（文禄2年（1593年））に仕官している。なお、この逸話の出典は一刀流内部の伝記『一刀流三祖伝記』である。
- また、同じく『三祖伝記』には、宗矩から忠明の剣を見たいと頼まれて柳生家に出向いたところ、宗矩本人が仕合せず、息子の十兵衛や高弟達が出てきたので、これをまとめて相手にしたという逸話がある。なお、この後、十兵衛が木刀を置き、「忠明殿の剣は水月の如し。到底拙者では敵い申さぬ」と平伏し、村田与三と共に忠明に入門したという顛末になっているが、十兵衛本人の著作や関連する書状に、忠明との関係をうかがわせる記述はない。
- 同じく一刀流の逸話の中には、忠明が宗矩に対し、「剣の修行のためには人を斬らせるのが一番である。罪人を貰い受け、ご子息に斬らせてはいかがであろうか」と述べたところ、宗矩は「いかにも、いかにも」と答えたものの、実際にはそのようなことをしなかったというものがある（「日本剣道史」）
- この他、忠明、またはその後を継いだ小野忠常が（宗矩と違い）将軍相手にも手加減をしなかったことで不興を買ったために加増されず、宗矩と差がついたと記されている[要出典]。ただし、史実においては、相役となって以降の忠明、及び忠常には特に旗本としての功績もなく、また忠明については同僚との諍いが元で閉門を受けたことなどに鑑みると、上がらないことに不思議はなく、多分に自己正当化の側面が強いと言える[注釈 30]。

伊藤派一刀流（根来重明）
- 『刀術流系』では、伊藤派一刀流の根来重明が徳川家宣に召し抱えられるところを、その前の仕合で重明に負けた「柳生但馬守」がこれを讒言したので沙汰止みとなった、という逸話がある。なお、家宣の生誕前に既に宗矩は亡くなっており、また家宣の統治期間中に「但馬守」を名乗った柳生家当主は存在しない[注釈 31][注釈 32]。

富田流（富田重政）
- 富田流の宗家富田重政と宗矩の立ち合いを家光が望んだ際、重政が「これは但馬守も承知の上か」と不審に思い、「本当によろしいか」と確認した後、直前で沙汰止みとなったという[要出典]。

タイ捨流（丸目長恵(丸目蔵人)）
- タイ捨流の流祖丸目長恵が、新陰流の正統をかけて宗矩に直談判し、東国では柳生が、西国では丸目が天下一を名乗ることを認めさせたという逸話がある[33]。ただし、その西国（九州）の大藩である熊本藩細川家、佐賀藩鍋島家において当主自ら柳生新陰流に入門し、大いに隆盛したこと、およびその両藩（特に丸目の住地である人吉藩に隣接する熊本藩）で上記逸話を証する史料は存在しない。一方で、上泉信綱より丸目宛に「西国の御指南は貴殿に任せおき候」と記された書状がある。

示現流（東郷重位）
- 示現流の伝承には、流祖である東郷重位が、元和のころ、宗矩の高弟で将軍に指南をしていたという旗本の福町七郎右衛門、寺田小助を破り、試合後、両人から入門の誓紙を受けたとするものがある[注釈 33][要出典]。ただし、この出来事、及び、この両旗本の名は『徳川実紀』『寛政重修諸家譜』では確認できない。

無住心剣流（針ヶ谷夕雲）
- 無住心剣流の逸話には、宗矩が無住心剣流流祖・針ヶ谷夕雲に対して「其の方の只今兵法の理に立向て勝ちを得べき覚えなし」と賛嘆し、試合を避けたというものがある[34]。

二階堂兵法（松山主水）
- 二階堂平法の松山主水が細川忠利に技を教授したところ、忠利が宗矩に対して、ときに勝ちを取れるようになり、急に腕が上がったのを宗矩が不思議がったという話がある[要出典]。

尾張柳生（柳生利厳(柳生兵庫助)）
- 尾張柳生家の主張では、柳生宗家(本家)を継いでいるのは嫡流の自家であり、傍流の江戸柳生家は分家であるとしている。しかし、戦国時代においては、嫡男は必ずしも長男の事を指すとは限らず、当主の決定によって変えられることが多々あり、関が原の後、所領を取り戻した宗厳が所領全てを宗矩一人に継がせていることから見て[注釈 34]、血筋だけを以って宗家を主張するのは無理があると言える。また『徳川実紀』『寛政重修諸家譜』、及び『本朝武芸小伝』『撃剣叢談』などの江戸時代に書かれた記述において、石舟斎の嗣子（嫡男）とされているのは一貫して宗矩であり、尾張柳生家を柳生宗家と認めている記述は無い（利厳の父、新次郎厳勝は廃嫡されている）。
- 同じく尾張柳生家では、石舟斎が自らの正統と認め自身の技法をあますことなく伝えたのは、新陰流正統の証である「一国一人の印可」[注釈 35]と「新影流目録」を継承した利厳のみであり（柳生厳長『正傳新陰流』）、宗矩や他の上泉の門弟が伝える系統は傍流であるとしている。これに対し今村嘉雄は、「一国一人」とは日本に一人という意味では無く甚だ稀なという修辞の意味であり[注釈 36]、「新影流目録」に類する目録も疋田景兼や丸目長恵といった石舟斎以外の信綱の門弟にも与えられていることから、これらに新陰流正統の証の意味合いがあったとは考えづらいと主張している。また石舟斎の道統についても、尾張柳生家に伝えられた目録等は全て江戸の柳生家にも伝わっており[注釈 37]、宗矩と利厳等に皆伝されていると考えるのが妥当であるとしている[36]。なお『本朝武芸小伝』、『撃剣叢談』などにおいて、尾張柳生家の新陰流を新陰流正統と認めている記述は無く、どちらも宗厳の新陰流の後継は宗矩としている[注釈 38][注釈 39]。

## 著作
- 『切合極意見之心持之事』- 直弟子である小城藩藩主・鍋島元茂に与えられた伝書。
- 『新陰流兵法心持』- 徳川家光に与えられた伝書。なお、家光への伝書は、これを披露する老中・酒井忠勝宛になっている。
- 『外の物の事』- 家光に与えられた伝書。「外の物」とは太刀以外の物の意であり、槍、長太刀、小脇差、馬術等の術に加え、日常での心がけなども記されている。
- 『兵法家伝書』- 宗矩の代表的著作にして『五輪書』と並ぶ近代武道書の二大巨峰。『進履橋』『殺人刀』『活人剣(「無刀之巻」含む)』の3部構成となっており、「活人剣」「大なる兵法」「無刀」[注釈 40]「剣禅一致」などを説いた宗矩の兵法思想の集大成の書。柳生家の家伝書となった他、鍋島勝茂、鍋島元茂、細川忠利にも与えられている。岩波文庫にて渡辺一郎校注で刊行されている。
- 『玉成集』- 鍋島直能に与えられた伝書。

## 柳生宗矩についての資料/研究

### 出版物
宗矩本人の著作を主体とした史料
- 渡辺一郎注釈『兵法家伝書―付・新陰流兵法目録事』（岩波文庫）： - 宗矩自身の著作ではあるが、注釈者による補足もあり。
- ウィリアム・S・ウィルソン訳『英文版 兵法家伝書 - The Life‐giving Sword』（講談社インターナショナル）
- 今村嘉雄編『史料　柳生新陰流(改訂版)』上下（新人物往来社）- 宗矩の主な伝書の殆どと手紙などを収録

宗矩を題材として取り扱っている（またはそれに準ずる）資料
- 赤羽根龍夫『徳川将軍と柳生新陰流』（南窓社）
- 今村嘉雄『定本　大和柳生一族』（新人物往来社）
- 今村嘉雄『柳生遺聞』（エルム）
- 徳山真一郎『柳生宗矩　物語と史跡をたずねて』（成美文庫）
- 前林清和『近世日本武芸思想の研究』（神戸学院大学人文学部人間文化研究叢書）
- 渡辺誠『禅と武士道―柳生宗矩から山岡鉄舟まで』（ベストセラーズ）
- 『別冊歴史読本 柳生一族　新陰流の剣豪たち』（新人物往来社）
- 江崎俊平『物語柳生宗矩』（現代教養文庫）

### 研究論文
- 赤羽根龍夫「江戸思想と柳生新陰流」（基礎科学論集 : 教養課程紀要）
- 赤羽根龍夫「新陰流を哲学する：江戸柳生の心法と刀法」（基礎科学論集 : 教養課程紀要）
- 大森宣昌「近世初頭の剣術伝書に関する一考察--「兵法家伝書」と仏教の関係」（『立正大学教養部紀要』11号、1977年）
- 笠井哲「「剣禅一如」思想の源流：沢庵と柳生新陰流」（『印度學佛教學研究』55巻1号、2006年）
- 加藤純一「柳生新陰流に見る修学と致知格物」（日本体育学会大会号）
- 加藤純一「柳生宗矩『兵法家伝書』における心：「具放心心」を巡って」（日本体育学会大会号）
- 加藤純一「『兵法家伝書』伝本の比較研究Ⅱ：細川家本と小城鍋島家本」（『目白大学人文学研究』5号、2009年）
- 加藤純一 訳「兵法家傳書(ハングル版)」（『目白大学人文学研究』2号、2005年）
- 黒木俊弘「兵法家伝書上巻序の武道観」（『体育學研究』10巻2号、1966年）
- 中野寛美「柳生宗矩の「兵法家伝書」における剣術思想」（『年報日本思想史』5号、2006年3月）
- 前林清和・渡辺一郎「剣道修行過程における心的変容についての一考察：主として『兵法家伝書』よりみたる」（『体育科学系紀要』11号、1998年）

## 創作物上の扱い
史実においては、将軍家兵法指南役（公的な場における武芸の最高権威）にして、当時最大の剣術流派の宗家という立場、使番や惣目付などを歴任し大名にまでなった将軍側近としての立場、個人としての家光や沢庵その他諸大名との交流、十兵衛三厳などの子供達との関係や尾張柳生家との不仲など、同時期の他の武芸者と比較し様々な側面を持つことから、その人物像は作家/作品によって大きく異なる。
山岡荘八は大河ドラマ『春の坂道』のために原作（『柳生宗矩』）を書き下ろしている。山岡は他の小説『徳川家康』、『伊達政宗』、『徳川家光』にも宗矩を登場させ、これらの作品内において宗矩は、一貫して情誼に篤い剣聖であり、家光のよき師として描かれている。また、吉川英治の『宮本武蔵』においても、実直な理性家として描かれている。
一方で五味康祐・荒山徹・宮本昌孝・朝松健らの小説や、映画・ドラマ『柳生一族の陰謀』、大河ドラマ『武蔵 MUSASHI』などにおいては、幕府安泰のために陰謀や暗殺を遂行する闇の世界の人物として描かれている。また、その中でも、秀忠を悪役とする作品では、宗矩もその配下の悪役として描かれがちである（小説では隆慶一郎の諸作や漫画『あずみ』、ゲーム『新 鬼武者 DAWN OF DREAMS』など）。また惣目付に就任していた影響などから、「裏柳生」と呼ばれる密命を帯び謀反の芽を摘み取ったり、柳生一族の邪魔になるような者を排除を目的とする忍者や武術、暗殺集団の頭領とされることもある。
同様に剣豪小説的な視点（津本陽、戸部新十郎の諸作。また漫画『陸奥圓明流外伝 修羅の刻』など）から描かれた場合、同時代の剣豪（宮本武蔵など）や同じ柳生一族（父・石舟斎、息子・十兵衛、甥・兵庫助利厳）と比較し、隔絶した地位を得た事から、剣ではなく、政治面で立身した「剣士として純粋ではない人物」いう捉え方をされ、この場合、比較的評価を下げた描かれ方をされる傾向がある。
また柳生一族や将軍家剣術指南役の確執の主軸として描かれる場合もあり、天下の剣術指南役の江戸柳生と、「一国一人の印可」を継承した柳生利厳の尾張柳生といった史実から江戸柳生と尾張柳生の対立の軸としてとりあげられる事や、同じ将軍家剣術指南役の小野派一刀流との確執などが描かれる。また逆に江戸、尾張のまとめ役となり一族共闘の下、互いにそれぞれの役割を担い、任に当たる展開になることもある。

### 関連作品
小説
- 柳生但馬守（柴田錬三郎）
- 柳生武芸帳（五味康祐）
- 柳生宗矩と十兵衛（五味康祐）
- 魔界転生（山田風太郎）
- 柳生宗矩（旧題：春の坂道）（山岡荘八）
- 柳生一族（山岡荘八）
- 柳生但馬守宗矩―無刀の剣（松永義弘）
- 決闘の辻（夜明けの月影）（藤沢周平）
- 影武者徳川家康（隆慶一郎）
- 柳生刺客状（隆慶一郎）
- 柳生非情剣（隆慶一郎）
- 風魔（宮本昌孝）
- 十兵衛両断（荒山徹）
- 柳生外道剣（荒山徹）
- 陰陽師・坂崎出羽守（荒山徹）
- 柳生薔薇剣（荒山徹）
- 柳生百合剣（荒山徹）
- 柳生黙示録（荒山徹）
- 徳川家康(トクチョンカガン)（荒山徹）
- 秘剣 水鏡（戸部新十郎）

映画
- 『柳生武芸帳』 - 大河内傳次郎 (1957年)
- 『柳生武芸帳』 - 北龍二 (1961年)
- 『柳生一族の陰謀』 - 萬屋錦之介（1978年）
- 『魔界転生』 - 若山富三郎（1981年）
- 『魔界転生』 - 中村嘉葎雄（2003年）

テレビ作品
- 『春の坂道』（NHK大河ドラマ） - 中村錦之助（1971年）
- 『柳生一族の陰謀』（関西テレビ） - 山村聰（1978年）
- 『柳生あばれ旅シリーズ』（テレビ朝日） - 山村聰（1980 - 1982年）
- 『天下御免の頑固おやじ 大久保彦左衛門』（TBS） -  里見浩太朗（1982年）
- 『柳生新陰流』（テレビ東京） - 萬屋錦之介（1982年）
- 『独眼竜政宗』（NHK大河ドラマ） - 石橋蓮司（1987年）
- 『柳生武芸帳』シリーズ（日本テレビ） - 萬屋錦之介・山村聰（第2作のみ）（1990年 - 1992年）
- 『遊の人‐天下の御意見番 大久保彦左衛門‐』（TBS） - 北大路欣也（1991年）
- 『徳川武芸帳 柳生三代の剣』（テレビ東京 新春ワイド時代劇） - 9代目松本幸四郎（1993年）
- 『武蔵 MUSASHI』（NHK大河ドラマ） - 中井貴一（2003年）
- 『柳生十兵衛七番勝負』シリーズ（NHK木曜時代劇） - 夏八木勲（2005年 - 2007年）
- 『天下騒乱〜徳川三代の陰謀』（テレビ東京 新春ワイド時代劇） - 柄本明（2006年）
- 『柳生一族の陰謀』（テレビ朝日） - 松方弘樹（2008年）
- 『柳生武芸帳』（テレビ東京　新春ワイド時代劇） - 高橋英樹（2010年）
- 『影武者徳川家康』（テレビ東京　新春ワイド時代劇） - 内藤剛志（2014年）

舞台
- 柳生十兵衛 魔界転生 - 内田良平（1981年）
- 裏YAGYU〜奇説・柳生一族の陰謀〜 - 大谷朗（2012年）
- 新柳生一族の陰謀 - 新井剣史（2013年）

漫画
- 猛き黄金の国 柳生宗矩（本宮ひろ志）
- 週刊新マンガ日本史28号(猫井ヤスユキ)
- 魔界転生（原作：山田風太郎、漫画：とみ新蔵）
- 魔界転生―聖者の行進（原作：山田風太郎、漫画：九後奈緒子）
- 魔界転生（原作：山田風太郎、漫画：石川賢）
- 十〜忍法魔界転生〜（原作：山田風太郎、漫画：せがわまさき）
- 影武者徳川家康（原作：隆慶一郎、漫画：原哲夫）
- SAKON（左近） -戦国風雲録-（原作：隆慶一郎、漫画：原哲夫）
- 柳生非情剣 SAMON（原作：隆慶一郎、漫画：余湖裕輝、脚本：田畑由秋）
- あずみ（小山ゆう）
- へうげもの（山田芳裕）

ゲーム
- 戦国無双シリーズ（コーエー）
- 新 鬼武者 DAWN OF DREAMS（カプコン）
- 鬼武者Soul（カプコン）
- 剣豪シリーズ（元気）
- 龍が如く 見参!（セガ）
- Fate/Grand Order（TYPE-MOON）